# Le Temps d'aimer
Le Temps d'aimer is een Franse-Belgische film uit 2023, geregisseerd en mede geschreven door Katell Quillévéré.

## Verhaal
Op een strand in Normandië in 1947 ontmoet Madeleine Villedieu (Anaïs Demoustier), een serveerster in een hotel-restaurant en moeder van een kleine jongen, François Delambre (Vincent Lacoste), een rijke en goed opgeleide student. Ze proberen een langdurige relatie op te bouwen hoewel ze beiden hun geheimen met zich meedragen. Madeleine's zoontje Daniel werd verwekt na een losse relatie met een Duitse soldaat, waardoor ze werd gebrandmerkt als een collaborateur en verbannen uit haar thuisgemeenschap, terwijl François biseksueel is en eerder een relatie had met een man.

## Rolverdeling
| Acteur           | Personage           |
| ---------------- | ------------------- |
| Anaïs Demoustier | Madeleine Villedieu |
| Vincent Lacoste  | François Delambre   |
| Morgan Bailey    | Jimmy               |
| Ambre Gollut     | Marthe              |

## Productie
De film is gedeeltelijk geïnspireerd door Quillévéré's eigen grootmoeder, die tot op zeer late leeftijd geheim hield dat haar oudste kind was verwekt in een affaire met een Duitse soldaat.
De filmopnames gingen van start op 7 mei 2022.

## Release
Le Temps d'aimer ging op 20 mei 2023 in première op het Filmfestival van Cannes buiten competitie.